# Мург (нижний приток Рейна)
Мург (нем. Murg) — река в Германии, протекает по земле Баден-Вюртемберг, правый приток Рейна. Площадь бассейна реки составляет 617 км². Длина реки — 80,2 км (вместе с ручьём Рехтмург). Высота устья 110 м. Речной индекс 236.
У реки множество истоков, и Мургом она называется лишь начиная от слияния рек Рехтмург («Правый Мург») и Ротмург («Красный Мург») в коммуне Байрсброн. Высота истока — 602 м над уровнем моря. Основной исток — Правый Мург, образующийся на горе Шлиффкопф на высоте 875 м. Один из множества других истоков называется Murgursprung («Исток Мурга»), но длина его тока варьируется от количества дождей. У Красного Мурга также много притоков, самый крупный из которых возникает на горе Ruhestein возле Байрсброна. Таким образом, общая длина реки в 79,267 км, данная Министерством окружающей среды Баден-Вюртемберга, является приблизительной.
От слияния Красного и Правого мургов река течёт на восток к Байрсброну, затем на север через Форбах, Гернсбах и Гаггенау. Затем поворачивает на северо-запад через Раштатт и впадает в Рейн на 344,5 км в коммуне Штайнмауэрн.
Мург образует одну из крупнейших долин Шварцвальда на севере и северо-западе Верхнерейнской низменности. Во время работ по спрямлению и углублению русла Рейна в XIX веке инженером Иоганном Туллой устье Мурга сместилось на 1,5 км к северо-западу.
В истории Мург известен лесосплавом. Сначала лес сплавлялся небольшими плотами до Штайнмауэрна, где сушился, вязался в более крупные плоты и отправлялся далее в Мангейм и Голландию.
По долине Мурга проходят две крупные транспортные артерии — железная дорога и бундесбан 462. Обе являются образцом транспортной инженерии и известны природной красотой окрестностей.

## Галерея

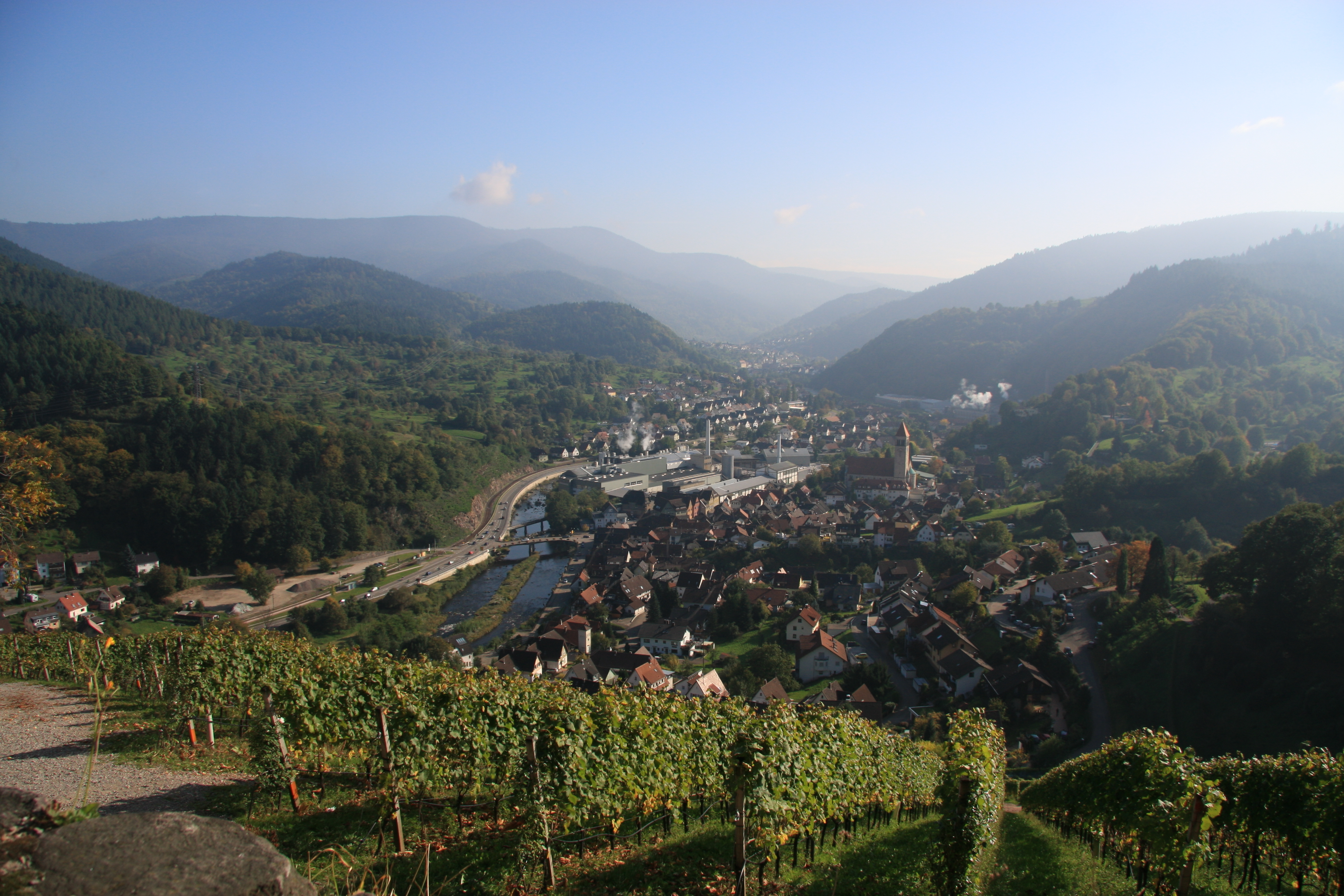
Вид на долину Мурга из замка Эберштайн
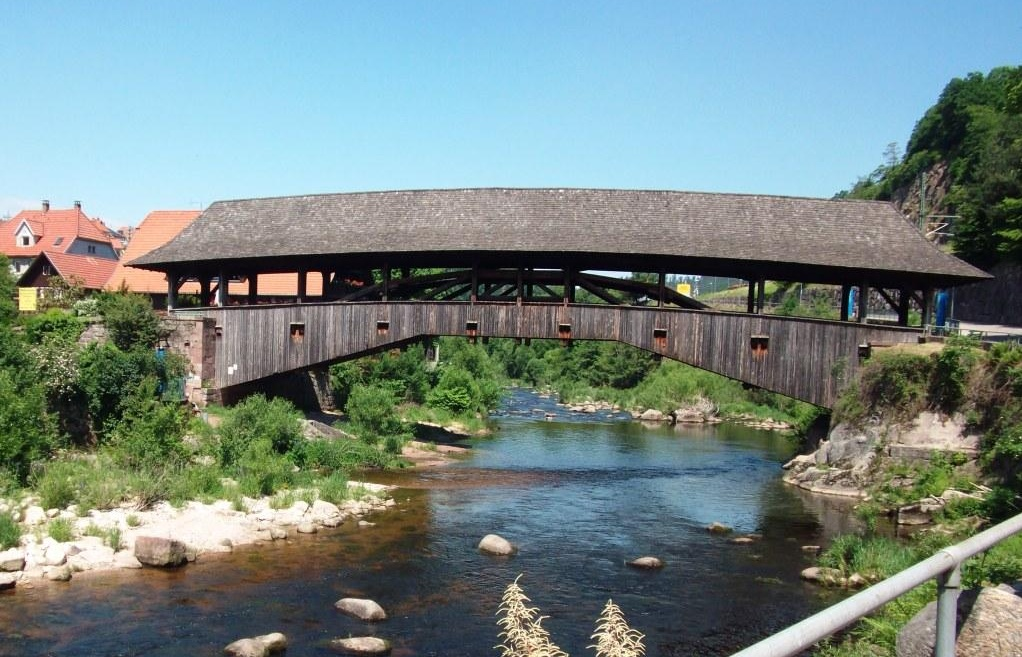
Деревянный мост в Форбахе
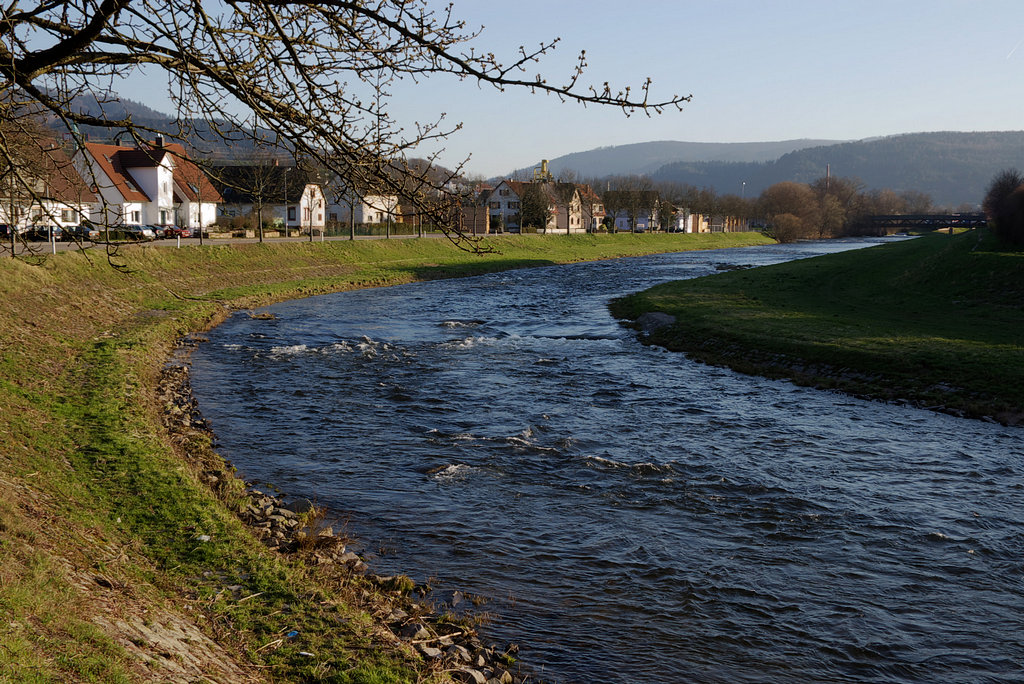
Гаггенау
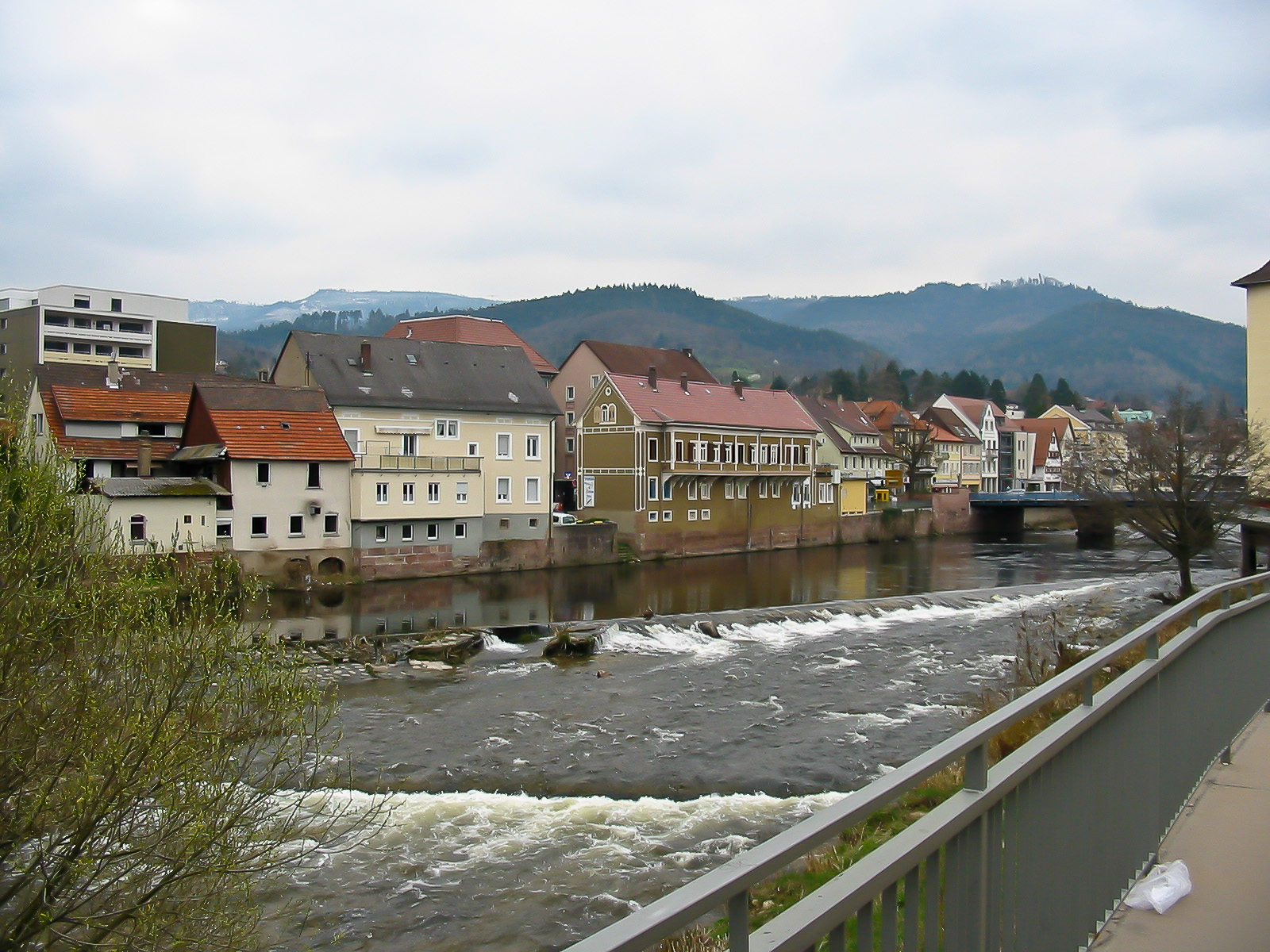
Перекаты в Гернсбахе
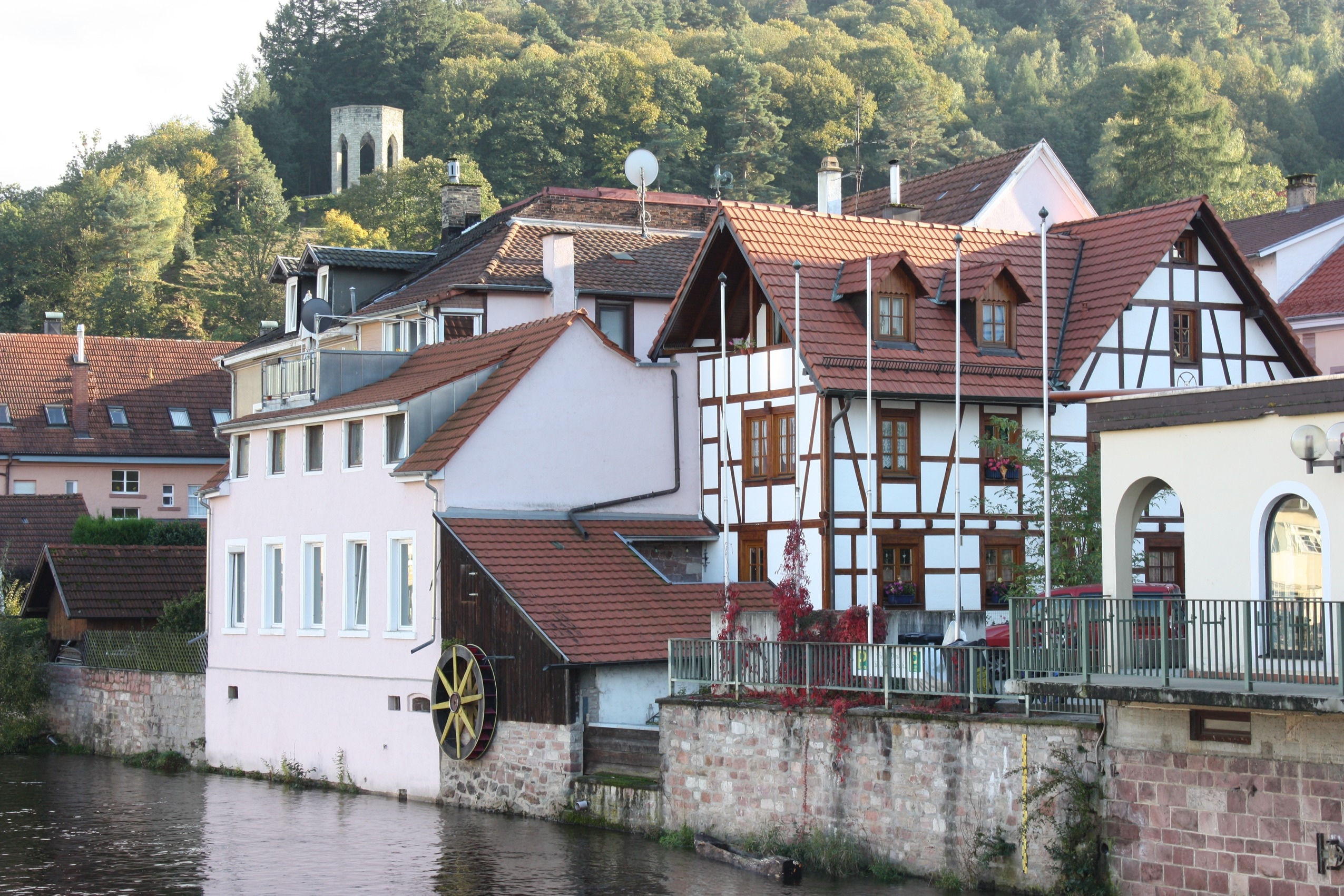
Бывшая мельница в Гернсбахе